# Магере-Брюг
Магере-Брюг (нидерл. Magere Brug, в буквальном переводе — «Тощий мост») — раскрывающийся мост через реку Амстел в центре Амстердама.
Мост соединяет улицы Керкстраат (нидерл. Kerkstraat) и Ньиве-Керкстраат (нидерл. Nieuwe Kerkstraat), между каналами Кейзерсграхт (нидерл. Keizersgracht) и Принсенграхт (нидерл. Prinsengracht). Раздвижной деревянный мост, окрашенный в белый цвет, был построен в 1691 году и расширен в 1871 году. До 2003 года по мосту разрешался проезд всех видов транспорта, однако после реставрационных работ было разрешено движение только для велосипедистов и пешеходов.

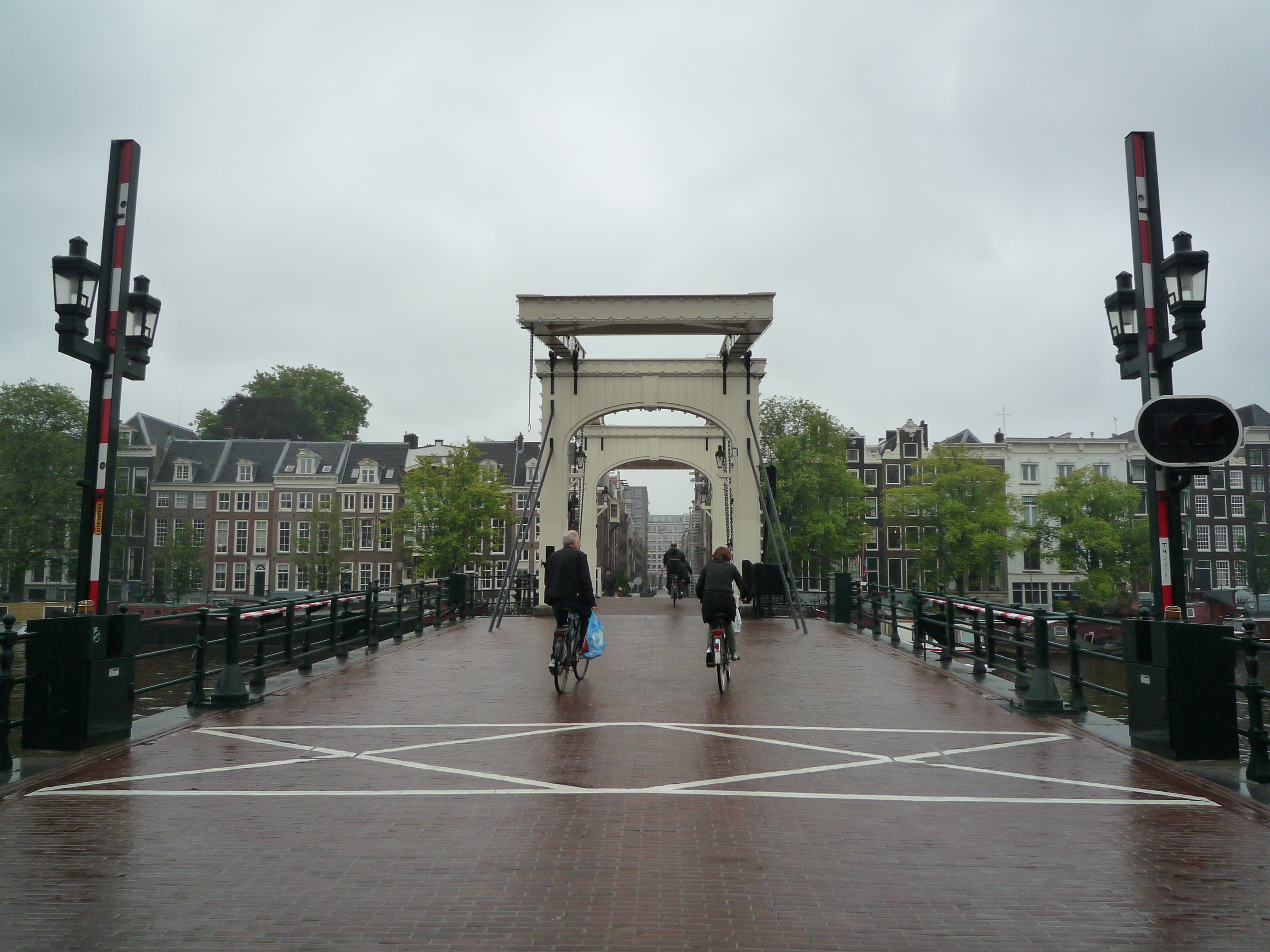
Тощий мост Амстердам

В День Победы, отмечаемый в Нидерландах 5 мая, на мосту проходит концерт, на котором обычно присутствует принцесса Беатрикс.